# Йото Танчев
Йото Стоянов Танчев е български лекар и учен – интернист и нефролог, доцент, откривател на балканската ендемична нефропатия.

## Биография
Йото Танчев е роден на 30 юли 1917 г. в с. Боденец, Врачанска област. Дядо му, Танчо Велчев, е бил известен народен лечител. Баща му, Стоян Танчев Велчев, е чиновник, дългогодишен секретар на общината в гр. Мездра, Врачанска област. Майка му, Донка Иванова Танчева, е домакиня.
Йото Танчев завършва Врачанската мъжка гимназия „Цар Борис III“ през 1936 г. Същата година започва следването си по медицина в Медицинския факултет в гр. Клуж, Румъния, където остава до 1940 г., след което се прехвърля в Медицинския факултет на Софийския университет. Дипломира се през 1942 г., като защитава блестящо докторска теза върху промените на левкоцитите при някои хронични заболявания, под ръководството на проф. Константин Чилов, проф. Владимир Алексиев и проф. Тошо Гоцев.
Започва работа като участъков лекар в с. Бов, Софийска област, а след това работи в с. Горна Кремена и с. Крушовица, Врачанска област. Междувременно е мобилизиран и участва във Втората световна война в периода 1944 – 1945 г. като младши лекар на санитарен влак в Югославия. Постъпва на работа в Първостепенната окръжна болница в град Враца през 1947 г., където остава без прекъсване до пенсионирането си през 1982 г. Отначало е младши, а по-късно старши лекар във Вътрешното отделение на болницата. През 1951 г. специализира вътрешни болести в ИСУЛ под ръководството на проф. Васил Цончев, проф. Ташо Ташев и проф. Иван Пенчев. От 1951 г. е хоноруван преподавател по вътрешни болести в Медицинския колеж във Враца.
През 1962 г. става основател и началник на първото в България специализирано отделение по нефрология, което по-късно прераства в клиника по нефрология и хемодиализа. Ръководи го до 1984 г. През 1970 г. се хабилитира като доцент към Катедрата по терапия в Медицинския факултет на Медицинската академия – София на база Първостепенна окръжна болница Враца.
Доцент Танчев е дългогодишен методичен ръководител и републикански консултант по нефрология във Видин, Монтана и Габрово. Член е на Съюза на учените в България, член-основател на Българското нефрологично дружество, на катедрени и научни съвети в Медицинската академия – София.
Има признати специалности по вътрешни болести и по нефрология.
С научна дейност се занимава от 1950 г. Той е автор и съавтор на повече от 250 научни статии и доклади в България и в чужбина.
Йото Танчев умира на 19 септември 2000 г. в гр. Враца.

## Професионални постижения
Основните научни трудове на доцент Йото Танчев са в областта на нефрологията. Особено място заема балканската ендемична нефропатия (БЕН). На този важен медицински и социален проблем той посвещава целия си живот на лекар и учен.
Още като млад участъков лекар във врачанските села Горна Кремена, Цаконица и Кален, д-р Йото Танчев започва своите проучвания върху атипичния нефрит. През 1956 г. заедно със своите колеги от Врачанската окръжна болница Цветан Евстатиев, Димитър Доросиев, Жулиета Пенчева и Георги Цветков описват за първи път в света в сп. „Съвременна медицина“ основните клинични и лабораторни симптоми на това своеобразно заболяване, срещащо се само в ендемични райони на България, Румъния и бивша Югославия. Публикацията предизвиква голям интерес в България и в чужбина. Този приоритетен труд и няколкото след него публикувани основополагащи статии и доклади на Йото Танчев са причината за последвалата лавина от многостранни научни изследвания не само на Балканите, но и в целия свят.
Първите проучвания на Йото Танчев и съавт. се базират на широко скринингово изследване на жители на селата около град Враца, България. Техният принос се състои на първо място в точното описание на клиничната картина и лабораторните показатели на това особено заболяване на бъбреците, които не са типични за известните дотогава хронични нефрити. Заболяването се среща само у възрастни (деца не са засегнати), липсва хипертония, характерни са още ксантохромията на дланите и стъпалата (симптом на Танчев), ранна хипохромна анемия, липсата на протеинурия, бавно прогресиране на хронична бъбречна недостатъчност. Важна особеност на заболяването е неговата ендемичност, т.е. локализиране на откритите случаи само в определени населени места, предимно села. Й. Танчев и съавт. определят заболяването като sui generis. Те правят и първата хипотеза за етиологията му, а именно – хронично отравяне с тежки метали, тъй като засегнатите селища се снабдяват с питейна вода от кладенци и извори, идващи от близо разположения Врачански Балкан, който представлява типична карстова планина.
Новоописаното заболяване отначало е наречено „Врачански нефрит“, а по-късно става известно като „Балканска ендемична нефропатия“ (Balkan endemic nephropathy), a така също и като „Дунавска ендемична фамилна нефропатия“ (Danubian endemic familial nephropathy), тъй като впоследствие са описани заболели жители на определени райони в бивша Югославия и Румъния.
В следващите години са организирани две световни научни конференции. Първата е през 1965 г., когато Световната здравна органозация организира голям конгрес по проблемите на БЕН в гр. Дубровник, Хърватия, в който участват най-авторитетни нефролози от целия свят. Прието е, че новоописаната от д-р Йото Танчев и съавтори от България ендемична нефропатия представлява нова нозологична единица в хуманната медицина.
Многобройни са научните конференции и симпозиуми, посветени на БЕН. Над 30 дисертации имат за проблематика нейното цялостно проучване. Десетки са публикациите на известни български и чуждестранни автори в най-престижните нефрологични списания (Kidney International, Nephron, Am. J. Nephrology, Clin. Nephrology и много други).
През 1988 г. Патентното ведомство на Република България (тогава ИНРА) издава заслужено на доцент Танчев и колектива диплома за откритие № 8, наименувано „Явление при нефропатиите“ и ги включва в Златна книга на откривателите.
Най-престижните нефрологични учебници и книги като ''Oxford Textbook of Clinical Nephrology'' под редакцията на С. Камерън и др., многотомното издание на Харвард и Калифорнийския университет ''The Kidney'' под редакцията на Б. Бренер и Ф. Ректър и др. започват неизменно главите за балканската ендемична нефропатия с името на откривателя на заболяването доцент Йото Танчев и отбелязват приоритета му при описването на основните му симптоми.
Научните постижения на доцент Йото Танчев са оценени от световната нефрологична общност и представляват голямо международно признание за българската медицина.
Приоритетната публикация от 1956 г. е отпечатана в сп. „Съвременна медицина“:
- Танчев, Й., Цв. Евстатиев, Д. Доросиев, Ж. Пенчева, Г. Цветков: Проучвания на нефритите във Врачанска околия, Съвременна медицина, 7 (9), 1956, 14 – 29.[7]

Доцент Йото Танчев има над 250 публикации в научни списания, сборници от конгреси и симпозиуми, научни ръководства.

## Награди и отличия
- Почетен гражданин на град Враца[8]
- Орден на труда – златен[1]
- Орден „Кирил и Методий“ – I степен[1]
- Носител на почетен знак на Министерството на здравеопазването[1]

## Личен живот
Съпругата на доцент Йото Танчев, Лиляна Панайотова Савова (1923 – 2012) от гр. Враца, е дългогодишна статистичка на Първостепенната окръжна болница в гр. Враца. Имат двама сина, които по примера на баща си са поели пътя на лекарската и преподавателска професия. Доцент д-р Стоян Танчев (р. 1945) – дългогодишен ръководител на Катедрата по акушерство и гинекология в Медицински университет – Плевен, и професор д-р Панайот Танчев (р. 1948) – Университетска болница по ортопедия и травматология – Горна баня, София.